# Torbellino (Marvel Comics)
Torbellino (David Cannon) (Inglés: Whirlwind) es un personaje que aparece en los cómics estadounidenses publicados por Marvel Comics. Es un villano recurrente del Hombre Hormiga y la Avispa,.

## Historial de publicaciones
El personaje apareció por primera vez en Tales to Astonish #50 (Dic. 1963) y fue creado por Stan Lee y Jack Kirby.

## Biografía del personaje ficticio
David Cannon es un mutante, que después de haber descubierto a una edad temprana que podía moverse a grandes velocidades se vuelve a una vida de crimen. Esto a la larga trae a Cannon, utilizando su primer alias el Trompo Humano y a perseguir su carrera como ladrón de joyas, en conflicto con Hombre Gigante y la Avispa en varias ocasiones. Derrotado cada momento, Cannon luego rediseña su traje y adopta el alias de Torbellino, y adopta la identidad de Charles Matthews, chofer de Janet Van Dyne. Torbellino se unió al grupo de supervillanos los segundos Amos del Mal, y participó en un complot para destruir a los Vengadores. Se unió a los terceros Amos del Mal, y participó en una batalla de Vermont contra los Vengadores. Con Batroc y Puercoespín, él fue en una misión para Cráneo Rojo.
Cannon continúa con la identidad de "Charles Matthews", el chofer de Janet Van Dyne, primero con la intención de robarle, más tarde, con la intención de ligar con ella. En el papel de Charles, él suspira por Janet, haciendo avances hacia ella cuando a Henry Pym se le presume muerto durante su carrera de Marvel Feature. Charles es posteriormente despedido por intentar malversar el dinero de Janet, y Hank finalmente descubre que Charles es Torbellino más adelante en la serie, obligando a Torbellino a abandonar la identidad.
Torbellino es empleado entonces por el maestro villano Conde Nefaria, y se unió a su Legión Letal. Nefaria temporalmente amplía las habilidades de Torbellino y los compañeros súper poderosos Power Man y el Láser Viviente antes de enviarlos contra los Vengadores. El efecto, sin embargo, es temporal y sus habilidades combinadas son drenadas por Nefaria, que posteriormente es derrotado por los Vengadores. Torbellino se unió a los terceros Amos del Mal en un plan para destruir a los Vengadores, pero causó la derrota de los Amos al atacar prematuramente. Torbellino después moderniza su disfraz al unirse a una nueva versión de los Amos del Mal formados por el Barón Zemo. Torbellino se asoció con el Trampero, obtuvo una armadura nueva de batalla y armas del Chapucero, y luchó con el Capitán América en un intento de reforzar su reputación criminal. A continuación, se asoció con el Tiburón Tigre, viajó a San Francisco para robar un "psico-circuito" experimental, y luchó contra los Vengadores de la Costa Oeste. Torbellino también muestra signos de una obsesión con la Avispa, ya que obliga a las prostitutas a vestirse con sus últimos trajes y luego les asalta.
Torbellino y el Trampero terminan luchando, debido a una recompensa puesta en el primero por la prometedora maestra criminal Ricadonna. Trapster pega a Torbellino en el suelo justo en el inicio de su giro. Él continúa dando vueltas, rompiendo muchos de sus huesos, incluyendo su columna. Él se recupera completamente y se ve obligado a unirse al equipo del Barón Zemo, los Thunderbolts. Después de dejarlos, reunió a un grupo de villanos y trataron de extorsionar al nuevo director de los Thunderbolts, Norman Osborn, pero fue golpeado brutalmente por Osborn y ahora es obligado a trabajar para él en secreto. En Dark Reign: Zodiac, Cannon aparece como un topo para Zodíaco, trabajando como chofer de Norman Osborn.
Torbellino después ataca a Hank Pym culpándolo por la muerte de Janet durante la Invasión Secreta y ultrajado por él llevando se nombre en clave. Es derrotado por el estudiante de la Academia Vengadores Striker. En una conversación entre Striker y su madre, se revela que ella contrató a Torbellino para organizar el ataque para obtener publicidad para Striker.
Torbellino fue reclutado por Mandarín y Zeke Stane para unirse a los otros villanos de Iron Man en un complot para acabar con él. Torbellino recibe un nuevo traje del Mandarín y Zeke Stane.
Durante la historia de "Infinity", se vio a Torbellino con Blizzard robando bancos cuando ellos son acercados por Spymaster. Spymaster recluta a Torbellino y Blizzard para que lo ayuden a él y a los villanos que reclutó para atacar la casi indefensa Torre Stark.
Torbellino fue contratado por la aplicación "Hench" de Power Broker para matar a Ant-Man como parte de la demostración de la aplicación a Darren Cross. Cuando Cross no estaba dispuesto a darle a Power Broker los 1200 millones de dólares que exigía para invertir en la aplicación Hench, esto provocó que Power Broker cancelara la demostración y cancelara el asesinato de Torbellino en Ant-Man.
Durante la historia de "Avengers: Standoff!", Torbellino era un recluso de Pleasant Hill, una comunidad cerrada establecida por S.H.I.E.L.D. Usando a Kobik, S.H.I.E.L.D. transformó a Torbellino en un adolescente llamado Scotty. Cuando Barón Zemo y Fixer restauraron los recuerdos de todos, Torbellino se enfureció con Hombre Absorbente. Cuando Capucha y Titania aparecen para recuperar a Hombre Absorbente, Torbellino se une a Hombre Absorbente para ponerse del lado de los Illuminati de Capucha.
Durante la parte "Opening Salvo" de la historia de "Secret Empire", Torbellino se encuentra entre los villanos que se unen al Ejército del Mal. Torbellino, Batroc el Saltador y Láser Viviente atacan a un hombre demacrado y barbudo con un uniforme desgarrado del ejército de la Segunda Guerra Mundial que se identifica como Steve Rogers. Es asistido por personas que parecen ser Sam Wilson y Bucky Barnes con ambos brazos.
En un período previo al arco "Sins Rising", el Conde Nefaria, que usa una silla de ruedas, luego forma su última encarnación de la Legión Letal con Gárgola Gris, Láser Viviente y Torbellino en un complot para apuntar al Catalizador. En la Universidad Empire State, el Dr. Curt Connors revela el Catalizador a la multitud cuando la Legión Letal ataca. Mientras Gárgola Gris y Torbellino atacan a las personas presentes, Láser Viviente ayuda al Conde Nefaria a operar el Catalizador. Spider-Man aparece y tiene dificultades para luchar contra ellos debido al hecho de que su mente estaba enfocada en lo que un Sin-Eater revivido le hizo a Overdrive. Sin-Eater aparece y comienza a usar la misma arma que usó en Overdrive en los miembros de Legión Letal mientras tomaba sus poderes. Los cuatro fueron enviados a Ravencroft donde comenzaron a actuar como reclusos modelo. Se mencionó que Torbellino fue atacado por los reclusos que conocía.
Como un efecto secundario del suicidio de Sin-Eater al copiar la precognición de Madame Web reveló que Kindred los estaba usando, Torbellino y el resto de la Legión Letal recuperaron sus pecados y se encuentran entre los villanos que se volvieron locos.
Durante la historia de "Sinister War", Kindred revivió a Sin-Eater nuevamente y uno de los ciempiés demoníacos que emergieron de su cuerpo tomó posesión de Torbellino, convirtiéndolo en uno de los miembros de Sinful Six.

## Poderes y habilidades
Torbellino es un mutante que posee la habilidad de rotar su cuerpo alrededor de su eje longitudinal a gran velocidad, sin afectar su capacidad de ver, hablar o interactuar con su entorno (por ejemplo, levantar objetos o cambiarse de ropa). A pesar de que puede girar a velocidades subsónicas él sólo puede viajar en línea recta durante un tiempo limitado, o volar como un helicóptero durante un período aún más corto de tiempo. Posee agilidad sobrehumana, reflejos, coordinación y equilibrio, y a menudo se utiliza a sí mismo como un ariete humano. Torbellino tiene la habilidad de enfocar corrientes de aire generadas por su rotación en una corriente de chorro suficientemente potente como para hacer un agujero a través de una pared de ladrillo, así como crear un parabrisas capaz de desviar la materia tan masiva como un peñasco que cae. También tiene la habilidad de crear pequeños tornados.
Torbellino lleva una armadura de cuerpo completo. Desde que actualiza su armadura, Torbellino ha sumado a sus capacidades ofensivas mediante el uso de dos sierras de acero templado de 10 pulgadas de diámetro (250 mm) montadas en sus brazaletes de metal, que son accionados por dos servo-motores cada uno y activados por interruptores de palma. También utiliza shuriken lanzables y tomas de navajas afiladas, cuyo daño potencial es mucho mayor por la velocidad de sus poderes giratorios.

## Otras versiones

### Heroes Reborn
En Heroes Reborn, Torbellino aparece también. Esta versión lleva un traje de armadura aerodinámico con múltiples hojas. Fue contratado por Hydra para atacar a Tony Stark. Con este fin, Torbellino secuestró a la secretaria de Stark, Pepper Potts, y chantajeó a Stark para que vaya a la oficina de Stark Internacional en Long Island, solo sin su "guardaespaldas" Iron Man (sin saber que el propio Stark era Iron Man en realidad). Yendo a la oficina sin su armadura de Iron Man, Tony estaba más que listo para tratar con Torbellino sin su armadura. Utilizando varios gadgets para defenderse a él y a Pepper, Stark hizo que Torbellino lo persiguiera a un laboratorio de Stark Internacional. Allí, Tony activó un Conversor de Admisión Cinético que amenazaba con destruir a Torbellino si no se rendía. Al negarse a hacerlo, Torbellino fue engullido con la energía del convertidor y asesinado.

### JLA/Avengers
Torbellino está entre los villanos cautivados custodiando la fortaleza de Krona. Él intenta atacar a Thor por la espalda como Thor ayuda a Tornado Rojo pero es tirado por Ojo de Halcón.

### Viejo Logan
Una versión alternativa de David Cannon aparece en las páginas de Viejo Logan. El anciano Logan se despertó en la Tierra-616 y tuvo un flashback de donde Torbellino, Red Skull, Barón Sangre, Conde Nefaria y Espiral estaban parados sobre los cadáveres de los superhéroes el día en que los villanos se levantaron y los héroes cayeron.

## En otros medios

### Televisión
- Torbellino aparece en la serie animada de 1994 Iron Man con la voz de James Avery y después de Dorian Harewood. Es un secuaz del Mandarín.
- Torbellino aparece en The Avengers: United They Stand episodio "Comando Decisión" con la voz de Peter Windrem. Es un miembro de los Amos del Mal.
- Torbellino aparece en The Super Hero Squad Show episodio "Un mocoso anda entre nosotros". Ayuda al Doctor Doom, la Abominación, MODOK, Melter, Screaming Mimi, Sapo, Sabretooth, Juggernaut y la Brigada de Demolición a reclamar el Infinity Fractal de una tiara usada por una niña llamada Brynnie Braton.
- Torbellino aparece en The Avengers: Earth's Mightiest Heroes con la voz de Troy Baker. Introducido en el episodio "El hombre en el hormiguero", se desmadra en la ciudad después de robar un emisor sónico de una universidad y lucha contra la Avispa. Cuando Torbellino persigue a Avispa, lo engañan para que se dirija directamente a un enjambre de moscas. Cuando se libera usando sus poderes, Torbellino carga a Ant-Man y Avispa, pero es derribado por Avispa. Torbellino termina encarcelado en la Casa Grande. Él anula el amortiguador de potencia que le impide usar sus poderes y se lanza contra los Centinelas Ultron, hasta que aprende de la manera difícil sobre la prisión cuando termina inmovilizado por el dedo de Ant-Man. Resultó que Torbellino fue contratado por Ulysses Klaw para robar un emisor sónico. Cuando Clay Quartermain descubre que Torbellino es en realidad un mutante, el poder del amortiguador de potencia de Torbellino se duplica y la División de respuesta de mutantes también recibe una notificación. Mientras Torbellino está en su celda, se pone a conversar con el Pensador Loco sobre por qué no ha habido un intento de escape todavía. Pensador Loco le dice a Torbellino que la Casa Grande es una de las cuatro cárceles de supervillanos más importantes y que cada supervillano será libre cuando se rompan los sistemas de seguridad. En el episodio "La Fuga", un problema tecnológico en la Casa Grande permite a sus internos escapar. Torbellino luchó y casi mató a Ant-Man hasta que colisionó con Griffin. En el episodio "Maestros del Mal", Encantadora se hace pasar por Torbellino para atraer a la Avispa a una trampa. En el episodio "Asalto a 42", Torbellino es capturado por los Vengadores y colocado en la Prisión 42. Cuando Annihilus lleva a la Ola de Aniquilación a atacar a la Prisión 42, Torbellino se encuentra entre los villanos que ayudan a combatir la Ola de Aniquilación y mueren durante el ataque.
- Torbellino aparece en varias caricaturas de Marvel vistas en Disney XD, con la voz de Tom Kenny:
  - Torbellino aparece en la serie de Ultimate Spider-Man. En la primera temporada, episodio 13, "Tiempo para mí", es contratado por el Doctor Octopus. Torbellino causa estragos en la ciudad mientras luchas con Spider-Man. Spider-Man vence a Torbellino quitándose el casco y noqueándolo con él. Spider-Man, debido a que se marea en el tornado, vomita en el casco de Torbellino y que Nick Fury podría querer que le lavaran el casco antes de devolverlo a Torbellino. En la tercera temporada, episodio "La Venganza de Arnim Zola", Arnim Zola utiliza híbridos synthizoides de villanos, incluido un híbrido de Torbellino y el Escorpión que lucha contra Spider-Man y captura a Capa.
  - Torbellino aparece en Avengers Assemble de la segunda temporada. Él estaba entre los muchos villanos a los que Scott Lang había vendido tecnología como una forma de ganar dinero. En el episodio "Espectros", Torbellino conspira para robar un laboratorio de Roxxon, pero se enfrenta a Ant-Man que quiere recuperar la tecnología, lo que lleva a Torbellino atacando a Ant-Man. Con la ayuda de Hawkeye y Black Widow, Ant-Man crece y vence a Torbellino. Ant-Man recupera la tecnología de Torbellino.

### Videojuegos
- Torbellino aparece como el jefe del primer nivel en el videojuego Captain America and the Avengers.
- Torbellino aparece como un jefe en Marvel: Ultimate Alliance 2, con la voz de Adam Jennings.
- Torbellino aparece como jefe y personaje jugable en los Maestros del Mal DLC en Lego Marvel's Avengers.
- Torbellino aparece en Marvel: Avengers Alliance 2.